# Colluricincla boweri
Colluricincla boweri là một loài chim trong họ Pachycephalidae.